# Misterij Elxa
Misterij Elxa (valencijski katalonski: Misteri d'Elx, španjolski: Misterio de Elche) je crkvena drama grada Elchea. To je sveta glazbena drama o smrti, uznesenju i krunidbi Blažene Djevice Marije. Izvodi se od 15. stoljeća u bazilici Svete Marije od Elchea uz posebnu dozvolu pape.
Predstava živi svjedočanstvo europskog vjerskog kazališta iz srednjeg vijeka kao srednjovjekovna kultura pobožnosti Djevici Mariji koji je bio pod utjecajem bizantskog obreda. Misteriozno djelo, koje se u cijelosti pjeva, prikazuje se u dva čina 14. i 15. kolovoza. Oni prikazuju smrt i krunidbu Bogorodice u nizu scena i srodnim slikama: smrt Bogorodice, noćna povorka koju slijedi stotine sudionika koji nose svijeće, te jutarnja procesija, poslijepodne pogrebna povorka na ulicama Elchea i izvedba ukopa, Uznesenja i krunidbe u bazilici. Pozornica je organizirana u vodoravnom položaju „Zemlje” i okomito ka „Nebu”, što je karakteristika srednjovjekovnih misterija. Drevni zračni stroj se koristi kako bi se osnažio spektakl pomoću specijalnih efekata (npr. Uznesenje gospino u zlatnom naru koji se otvara poput palme; slika desno).
Tekst, sačuvan u zbirkama koje datiraju od 1625. god. na valencijskom jeziku, s nekoliko dijelova na latinskom jeziku. Srednjovjekovne pjesme izmjenjuju se s pjesmama iz razdoblja renesanse i baroka. Predstava je odraz kulturnih i jezičnih identiteta naroda Valencije, te uključuje svake godine oko 300 volontera i privlači cijelu gradsku populaciju kao glumce, pjevače, redatelje, graditelje pozernices, krojače i upravitelje, te kao radnike na pripremama koje traju tijekom cijele godine.

## Vanjske poveznice
- Web del Patronato Nacional del Misteri d'Elx - Misterio de Elche (šp.)
- La Tramoia  Arhivirana inačica izvorne stranice od 3. listopada 2017. (Wayback Machine)